# 親切
親切（しんせつ、英語: kindness）とは、困っている他者を助けること。心理学・生物学・哲学などの分野で「なぜ親切というものが存在するか」が研究対象になっている。「利他的行動」「利他主義」「社会的選好」などともいう。

## 心理学における親切
心理学によると、親切は率先して活動を提案することを控える限り、利社会的行動は人気を高めるのに有効である可能性があるため、どんどん行うべきとされている。同時に、親切は友人間の口論を防ぐこともできる。